# 鹿藿
鹿藿（学名：Rhynchosia volubilis）为豆科鹿霍属下的一个种。

## 扩展阅读
[在维基数据编辑]
 《植物名實圖考·鹿藿》，出自吳其濬《植物名實圖考》
- 維基物種上的相關：鹿藿